# 宮城県大河原商業高等学校
宮城県大河原商業高等学校（みやぎけん おおがわらしょうぎょうこうとうがっこう）は、宮城県柴田郡大河原町大谷字西原前にあった県立高等学校。ただし土地は柴田町と跨っている。地元では「大商」（だいしょう）と呼ばれている。また、かつての大河原高校を表す「大高」（だいこう）の通称で呼ばれることもある。この呼び方は高齢の人が言うことが多い。
宮城県内でも有数の商業高校で、勉学共に盛んである。特に硬式野球・ソフトテニス・柔道（現在は休部）・陸上競技では東北大会に、ギター・ワープロ・商業研究グループは全国大会への出場経験がある。特にギター部は全日本ギターコンクール全国大会において、過去に最優秀賞を連続で受賞している。
また、古くから情報教育に力を入れており、校内には最新の機器が設置されている。この関係か、プログラミング競技大会の県大会会場にもなっている。
現在の校舎は1979年に完成したもので、老朽化が進んでいる状況にある。特に夏は風通しの悪さのため暑く、冬は石油ストーブ（ファンヒーターではなく煙突付きのものである）が各教室にあっても寒い、在校生にとっては過酷な状況といえる。現在、宮城県沖地震に対する耐震補強工事が進められている。

## 設置学科
- 全日制課程　
  - 流通マネジメント科
  - 情報システム科
  - OA会計科
- 定時制課程
  - 普通科

## 沿革
- 学校沿革
- 2007年 - 宮城県白石高等学校定時制課程を併合
- 2023年4月 - 宮城県柴田農林高等学校と統合し、大河原産業高等学校が開校[1]これに伴い、大河原商業高校の募集停止。
- 2025年3月 - 閉校

## アクセス
- JR東北本線大河原駅より徒歩15分

## 出身有名人
- 三宅義信 - 1964年東京オリンピック重量挙げ金メダリスト
- 大宮健資 - 元プロ野球選手※大河原高校出身
- 高橋英二 - 元プロ野球選手※大河原高校出身
- 立花かな - レースクイーン
- 平間誠記 - 元競輪選手※大河原高校出身